# Tarenna barbellata
Tarenna barbellata är en måreväxtart som beskrevs av Theodoric Valeton. Tarenna barbellata ingår i släktet Tarenna och familjen måreväxter. Inga underarter finns listade i Catalogue of Life.